# Olympische Jugend-Sommerspiele 2018/Teilnehmer (Kanada)
| Gelbes Symbol für Goldmedaillen mit stilisierten Olympischen Ringen | Graues Symbol für Silbermedaillen mit stilisierten Olympischen Ringen | Braundes Symbol für Bronzemedaillen mit stilisierten Olympischen Ringen |
| ------------------------------------------------------------------- | --------------------------------------------------------------------- | ----------------------------------------------------------------------- |
| —                                                                   | 3                                                                     | 6                                                                       |

Die Jugend-Olympiamannschaft aus Kanada für die III. Olympischen Jugend-Sommerspiele vom 6. bis 18. Oktober 2018 in Buenos Aires (Argentinien) bestand aus 72 Athleten.

## Athleten nach Sportarten

### Badminton
Jungen
- Brian Yang
Gold  Mixed (im Team Alpha)

### Beachvolleyball
Mädchen
- Erika Vermette
- Dana Roskic

### Bogenschießen
Jungen
- Benjamin Lee

### Boxen
Jungen
- Tethluach Chuol
- Spencer Wilcox

### Breakdance
| Mädchen - Emma Misak Silber Einzel | Jungen - Mathieu Du Ruisseau |

### Fechten

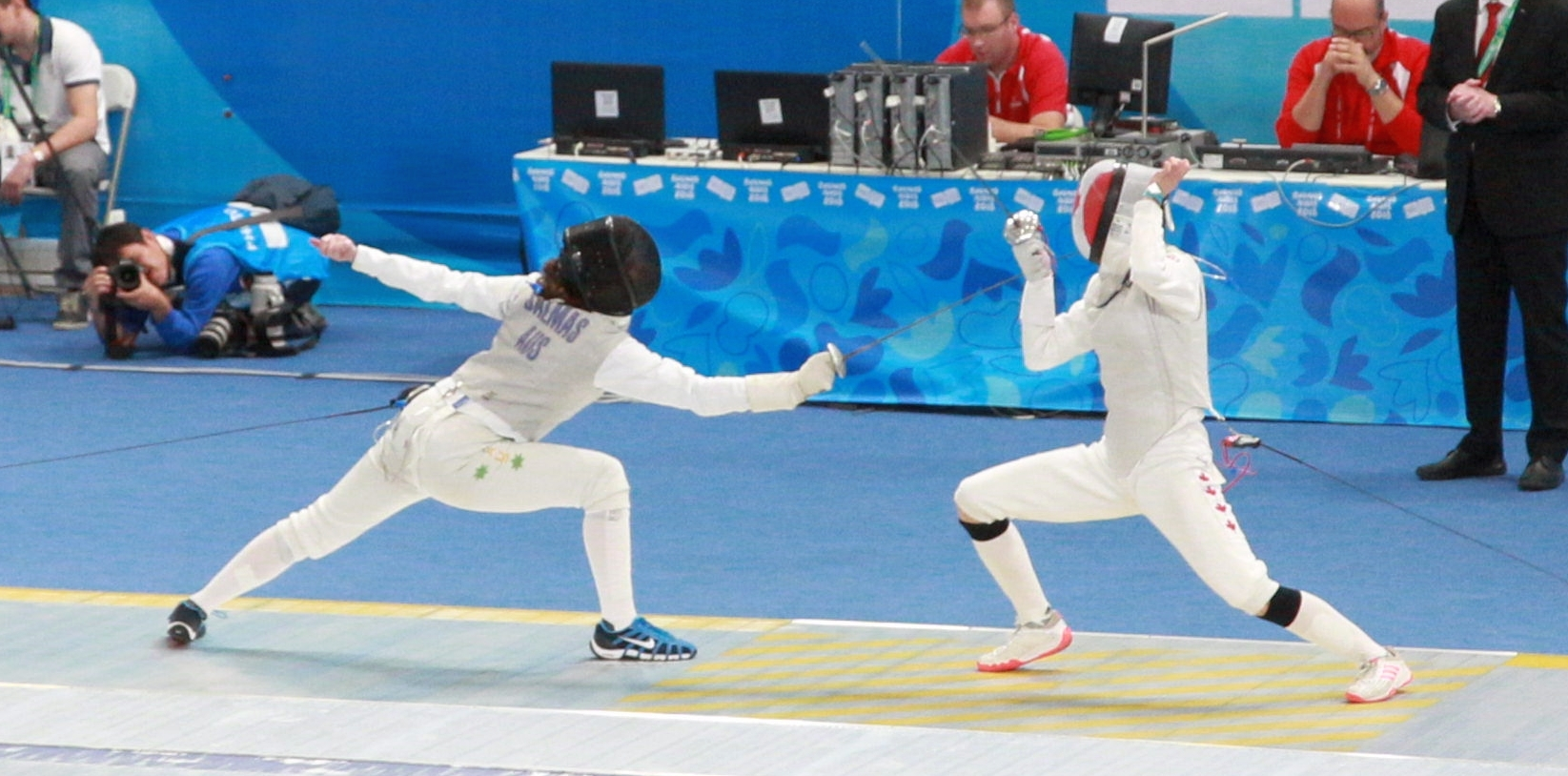
Caulfield (rechts) in ihrem Achtelfinale gegen Giorgia Salmas (CAN)

| Mädchen - Ariane Leonard - Jane Caulfield | Jungen - Seraphim Hsieh Jarow |

### Golf
| Mädchen - Celese Dao | Jungen - William Duquette |

### Hockey
Jungen
- 10. Platz
- Amraaz Dhillon
- Arjun Hothi
- Brendan Guraliuk
- Ethan McTavish
- Ganga Singh
- Isaac Farion
- Joshua Kuempel
- Rowan Childs
- Shazab Butt

### Judo
| Mädchen - Rachel Krapman Bronze Mixed (im Team London) | Jungen - Keagan Young Bronze Klasse bis 81 kg |

### Leichtathletik
| Mädchen - Mérédith Boyer - Dolly Gabri - Olivia Gee - Kendra Lewis - Julia Lovsin - Jasneet Nijjar - Donna Ntambue - Cameron Ormond - Princess Roberts - Alexzandra Throndson | Jungen - Evan Burke - Adam Exley - Joakim Généreux - Lucas Woodhall - Skyler York |

### Ringen
| Mädchen - Anika White | Jungen - Carson Lee |

### Rudern
Mädchen
- Grace VandenBroek

### Rugby
Mädchen
- Bronze
- Delaney Aikens
- Taylor Black
- Kendra Cousineau
- Hunter Czeppel
- Olivia De Couvreur
- Brooklynn Feasby
- Lizzie Gibson
- Madison Grant
- Carmen Izyk
- Aleisha Lewis
- Maggie Mackinnon
- Keyara Wardley

### Schießen
Jungen
- Brian Wai Kuk Ng

### Schwimmen
| Mädchen - Kyla Leibel - Madison Broad Silber 200 m Rücken - Nina Kucheran - Avery Wiseman | Jungen - Joshua Liendo - Sebastian Somerset - Alexander Milanovich Bronze 50 m Brust - Finlay Knox Bronze 200 m Lagen |

### Sportklettern
Mädchen
- Cat Carkner

### Taekwondo
Jungen
- Ethan McClymont
Bronze  Klasse über 73 kg

### Triathlon
Jungen
- Solen Wood

### Turnen
| Mädchen - Emma Spence Bronze Pferd - Natalie Garcia | Jungen - Félix Dolci Silber Ringe - Jérémy Chartier |

### Wasserspringen
| Mädchen - Melodie Leclerc | Jungen - Bryden Hattie |